# 1281 هـ
1281 هـ هي سنة في التقويم الهجري امتدت مقابلةً في التقويم الميلادي بين سنتي 1864 و1865.

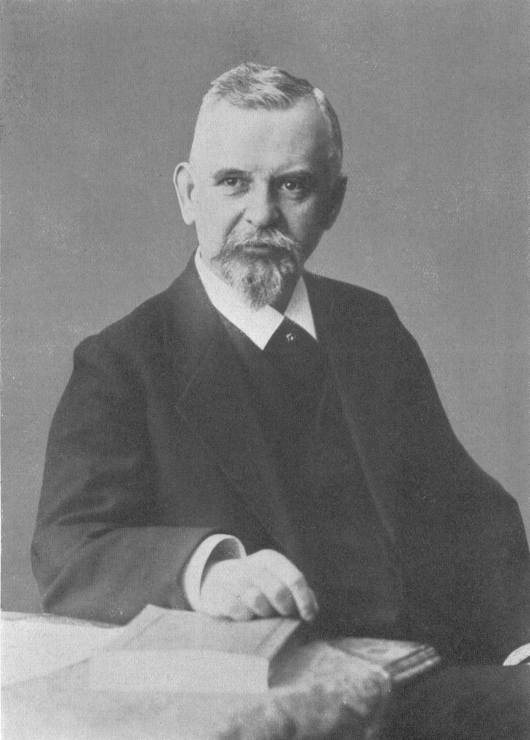
كمفماير

## أحداث
- الأمام فيصل بن تركي يفقد فقيد غالي جدا وهو أخوه الأمير عبد الله بن تركي بن عبد الله بن محمد آل سعود رحمة واسعة وأسكنه فسيح جناته وقد تمت الصلاة عليه في جامع الوشم ودفن في مقبرة الوشم في الرياض.
- الأمام فيصل بن تركي يلقي خطابا لأل رشيد يطلب منهم عدم احتلال أي من مدن أو قرى الدولة السعودية الثانية.
- الأمام فيصل بن تركي يستقبل الرحالة الأنجليزي بلجريف ومن نتائج الزيارة تعداد سكان الرياض ووصل عددهم ما بين 7000نسمة و8000نسمة.
- الأمام فيصل بن تركي يغضب من الأمير طلال بن عبد الله الرشيد بأحتلاله مرة أخرة لعنيزة.
- الأمام فيصل بن تركي يرسل رسالة لطلال بن عبد الله الرشيد يطلب منه استرجاع عنيزة في هذا العام.
- الأمام فيصل بن تركي يستلم رسالة من طلال عبد الله الرشيد قائلا : لن أعطيك عنيزة مهما حدث، وإن كنت مصرا على استرجاعه فأنا سأرفض وسوف أحتل القصيم كلها ثم الرياض فتسقط دولتكم
- الأمام فيصل بن تركي يرسل أقوي أبنائه لأسترجاع عنيزة الأمير عبد الرحمن بن فيصل.

## مواليد
- أحمد القوصي
- أوجست فشر
- إبراهيم البري
- عبد الجواد النيسابوري
- عبد الرحمن الغازيبوري
- كمفماير
- محمد مخلوف
- هنري رينيه

## وفيات
- وليم كيورتن
- الشيخ محمد بن عبد الله باسودان, أحد شيوخ الفقه الشافعي في حضرموت.
- الأمير عبد الله بن تركي بن عبد الله بن محمد آل سعود أخ الأمام فيصل بن تركي.

### الجمادی الآخرة
- 18 جمادى الآخرة - مرتضى الأنصاري عالم دين وفقيه ومرجع شيعي إثني عشري.